# آوکی
آوکی (به لاتین: Auki) یک زیستگاه انسانی در جزایر سلیمان است که در مالائیتا واقع شده‌است.

## خصوصیات
آوکی  ۷٬۷۸۵ نفر جمعیت دارد و ۱۵۷ متر بالاتر از سطح دریا واقع شده‌است.